# Franz Krüger (Musiker)
Franz Krüger (* 9. Dezember 1880 in Roßlau; † 22. Juni 1940 in Berlin) war ein deutscher Schlagzeuger und Musikpädagoge.

## Leben
Krüger war Solopauker an der Berliner Staatsoper und lehrte von 1921 bis zu seinem Tod an der Staatlichen Akademischen Hochschule für Musik. Er wohnte ab Mitte der 1930er Jahre in der Jagowstraße in Berlin-Moabit.

## Werk/Wirken
Zu seinen bekanntesten Schülern zählen unter anderem:
- Gerassimos Avgerinos, Solopauker Berliner Philharmoniker
- Walter Bender, Schlagzeuger Städtische Oper Berlin
- Kurt Engel, Solopauker RSO Berlin
- Friedemann Habner, Solopauker Städtische Oper Berlin
- Hans Hansen, Schlagzeuger/Pauker Berliner Philharmoniker
- Fritz Reuter, Schlagzeuger RSO Berlin
- Kurt Schiementz, Solopauker RSO Berlin
- Rudi Schreiber, Schlagzeuger Komische Oper Berlin
- Kurt Ulrich, Schlagzeuger Berliner Philharmoniker
- Kurt Zerbe, Schlagzeuger Städtische Oper Berlin

## Werke/Schriften
- Pauken- und Kleine-Trommel-Schule. Orchesterstudien für Pauken, kleine Trommel, Glockenspiel und Xylophon, Berlin 1942